# Ana Cristina Céspedes
Ana Cristina Céspedes (31 de julio de 1962, Cochabamba), es una cantante boliviana de música folclórica.
Es considerada una de las voces más prestigiosas de Bolivia, ya que ha interpretado canciones típicas de su natal Cochabamba.
Además ella ejecuta muy bien el charango, gracias a un maestro de música quien le enseñó. Ha participado en varios festivales realizando una serie de giras de conciertos junto con el grupo Inkallajta, entre ellos en el festival "Lauro" donde ganó como mejor artista el Disco de Plata, actualmente es una de las cantantes bolivianas más reconocidas que cuenta con una colección de cien premiaciones como plaquetas, trofeos y diplomas. Además que en el III Encuentro Internacional del Charango, obtiene el título de Concertista del Charango. En 1980 ella grabó muy joven su bella y dulce voz en una colaboración para una  producción discográfica  del grupo musical "Los Quipus" de Bolivia.

## Producción discográfica
- Los Quipus 1980 Colaboración con el Grupo Los Quipus (MamaRosario , Al Rio me Chultiría)
- Camino a la fiesta 1981
- Cholita de ojos azules 1982
- Tus ojos morena 1984
- Paloma del Alma Mia 1985
- Grabación en Austria1986-1987
- Cholita bonita 1987
- Martina 1988
- Verde manzanita 1990
- Niños de hoy 1993
- Paulina 1994
- Nayramac 1995
- Mensajes del Sur 1999
- Coplas de Carnaval 2000
- Tradiciones Cochabambinas 2001